# Gustavo Victoria
Gustavo Victoria (Armenia, Colombia; 14 de mayo de 1980) es un exfutbolista colombiano. Jugaba como defensa lateral y su último club fue el Inti Gas de Perú. Actualmente es propietario del Club Deportivo Talentos G.V de la ciudad de Tuluá en Colombia.

## Trayectoria
Inició su carrera deportiva en Armenia, en el club Tigreros, uno de los más representativos del departamento del Quindío en la década de los noventa, destacándose por su excelente técnica y letal pegada con el pie izquierdo, siendo uno de los goleadores del equipo.
En sus comienzos fue delantero, goleador de la liga quindiana, en las categorías menores, lo que le dio la posibilidad de vestir las camisetas de los seleccionados del Quindío. Debutó como profesional en 1996, en las filas del Deportes Quindío, campeón de la liga colombiana en 1956, viendo cumplido su sueño de militar en la escuadra de la que era figura su hermano, el volante de marca Jorge Iván Victoria.
Luego de jugar siete años en el fútbol de Turquía, Victoria regresó en 2009 a Colombia para ser parte del plantel del América de Cali. el lateral pasa  del conjunto caleño al Deportivo Pereira.

## Clubes
| Club                             | País     | Año       |
| -------------------------------- | -------- | --------- |
| Deportes Quindío                 | Colombia | 1996-1997 |
| Cortuluá                         | Colombia | 1997-2000 |
| Associazione Calcio ChievoVerona | Italia   | 2001      |
| Galatasaray                      | Turquía  | 2001-2002 |
| Gaziantepspor                    | Turquía  | 2002-2003 |
| Rizespor                         | Turquía  | 2003-2005 |
| Millonarios                      | Colombia | 2005      |
| Rizespor                         | Turquía  | 2005-2008 |
| América de Cali                  | Colombia | 2009      |
| Deportivo Pereira                | Colombia | 2009-2011 |
| Inti Gas                         | Perú     | 2012      |

## Palmarés

### Campeonatos nacionales
| Título               | Club               | País    | Año  |
| -------------------- | ------------------ | ------- | ---- |
| Superliga de Turquía | Galatasaray        | Turquía | 2001 |
| Esperanzas Toulon    | Colombia           | Francia | 2000 |
| Esperanzas Toulon    | Colombia           | Francia | 1999 |
| Bolivarianos 1997    | Selección Colombia | Perú    | 1997 |

(*) Incluyendo la selección